# Reaktor wodny ciśnieniowy

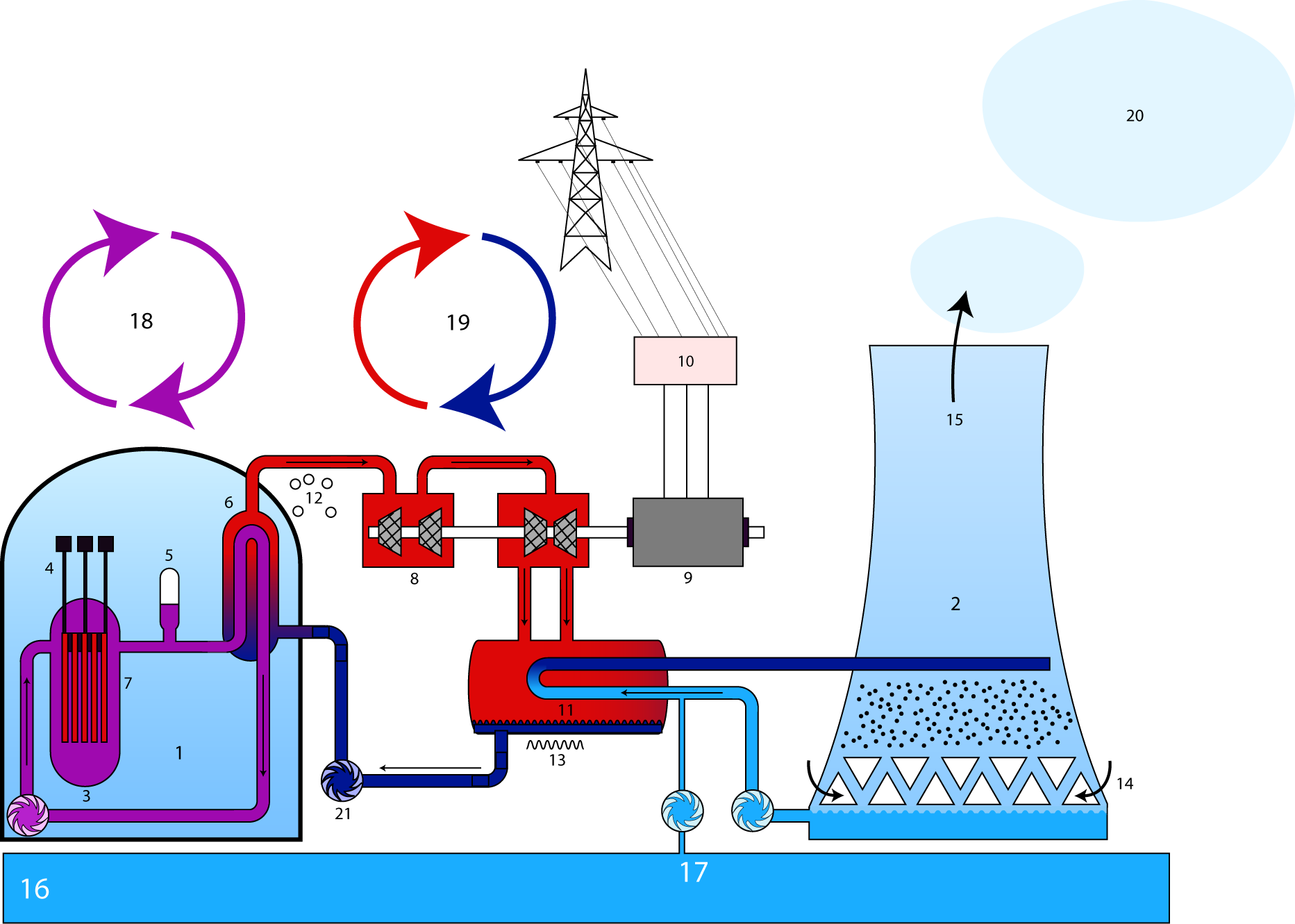
Schemat elektrowni jądrowej z reaktorem wodnym ciśnieniowym.
1. Blok reaktora
2. Komin chłodzący
3. Reaktor
4. Pręty kontrolne
5. Zbiornik wyrównawczy ciśnienia
6. Generator pary
7. Zbiornik paliwa
8. Turbina
9. Prądnica
10. Transformator
11. Skraplacz
12. Stan gazowy
13. Stan ciekły
14. Powietrze
15. Wilgotne powietrze
16. Rzeka
17. Układ chłodzenia
18. I obieg
19. II obieg
20. Para wodna
21. Pompa

Reaktor wodny ciśnieniowy, w skrócie PWR (ang. pressurized water reactor) – reaktor jądrowy, w którym moderatorem jest zwykła (lekka) woda pod ciśnieniem ok. 15 MPa. Woda spełnia jednocześnie funkcję czynnika roboczego – chłodziwa rdzenia reaktora.
Reaktor PWR (RJ) produkuje gorącą wodę pod dużym ciśnieniem, która następnie trafia do wytwornicy pary (WP). Tam oddaje ciepło wodzie pod niższym ciśnieniem, która zmienia się w parę suchą nasyconą (zazwyczaj 275 °C i 6 MPa). Dalej para ta rozpręża się na turbinie parowej (TP).
W odróżnieniu od reaktorów BWR, w reaktorach PWR stosowane są dwa obiegi czynnika roboczego. Pozwala to na zmniejszenie ryzyka wycieku radioaktywnych substancji.
Moc reaktora PWR regulowana jest przez zmianę stężenia boru (pod postacią kwasu borowego) w wodzie w obiegu pierwotnym. Grafitowe pręty regulacyjne stosowane są jedynie podczas rozruchu i wyłączania reaktora.
Reaktory PWR są bardzo bezpiecznymi konstrukcjami. Do tej pory miał miejsce tylko jeden poważny wypadek z ich udziałem. Reaktor PWR firmy Babcock & Wilcox uległ awarii 28 marca 1979 roku podczas wypadku w elektrowni Three Mile Island. Zastosowana obudowa bezpieczeństwa zapobiegła wyciekowi radioaktywnemu. Nikt nie zginął.

## Reaktor WWER

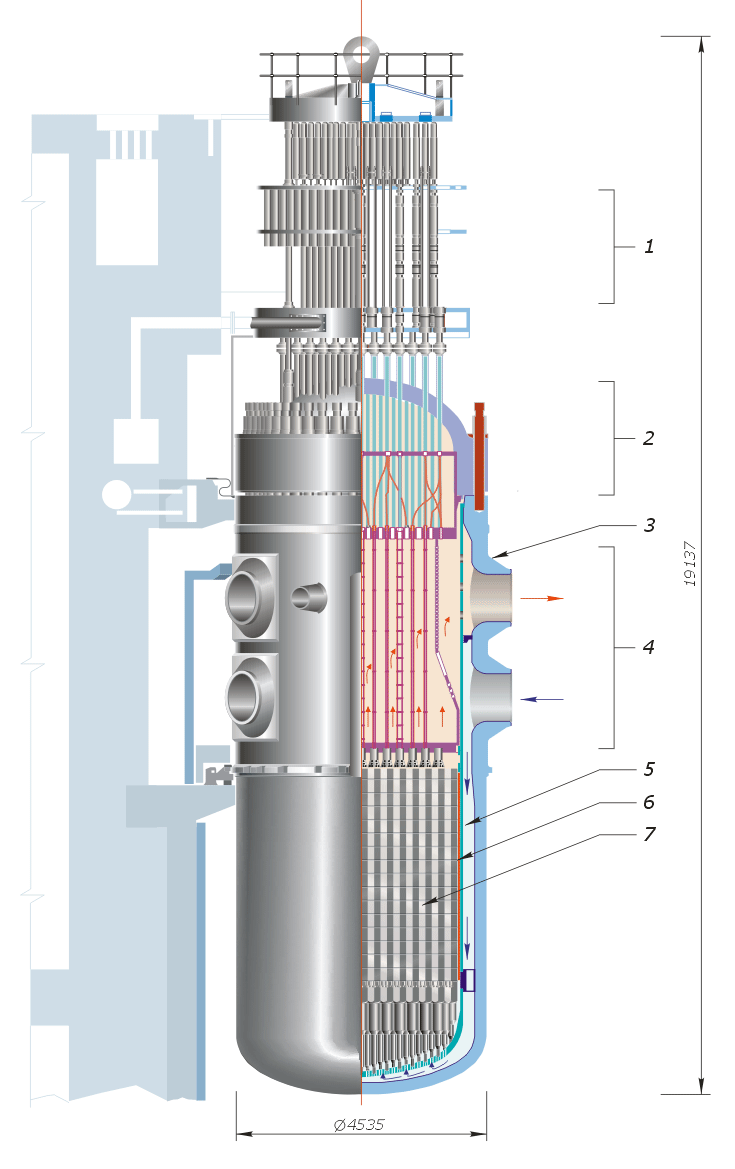
Schemat rosyjskiego reaktora typu WWER-1000

Reaktory typu PWR zaprojektowane w ZSRR noszą nazwę WWER (ros. wodo-wodianoj eniergieticzeskij rieaktor – wodno-wodny reaktor energetyczny). Ich budowa nie różni się zasadniczo od konstrukcji zachodnich. Produkowane były dwa zasadnicze typy: WWER-440 – pracujący w bloku energetycznym o mocy elektrycznej 440 MW (co – biorąc pod uwagę współczynnik sprawności przemiany energetycznej ciepło-elektryczność w tym typie reaktora – odpowiada nieco ponad 1400 MW mocy cieplnej) i większy, nowocześniejszy WWER-1000 o mocy elektrycznej 1000 MW (co odpowiada blisko 3200 MW mocy cieplnej). Moc energetyczna netto (a więc moc wytwarzana pomniejszona o moc niezbędną do zasilania wszystkich systemów technologicznych towarzyszących reaktorowi) wynosi odpowiednio: 411 MW dla WWER 440 i 950 MW dla WWER 1000.